# Dale (cràter)
Dale és un petit cràter d'impacte situat a l'extrem oriental de la cara visible de la Lluna, a sud de la Mare Smythii. Es troba a sud-est del cràter més gran Kästner i a nord-est d'Ansgarius. Es troba en una part de la superfície lunar que està subjecta a libració.

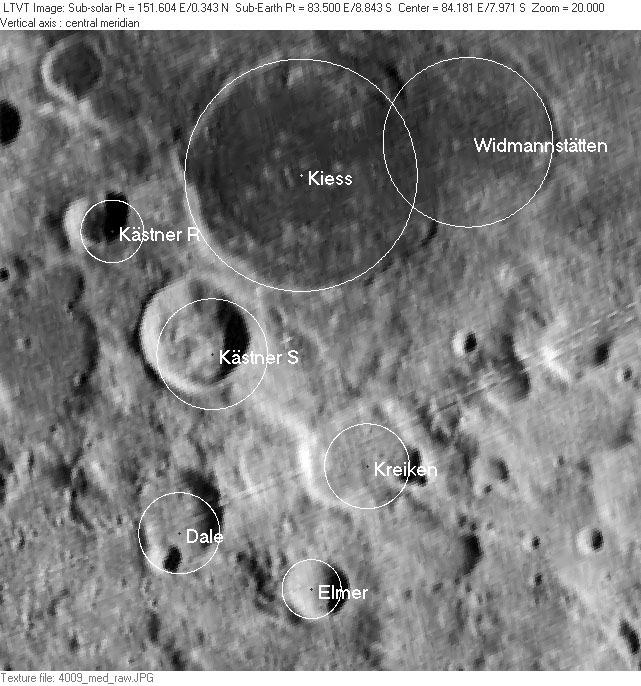
Fotografia de la missió Lunar Orbiter 4
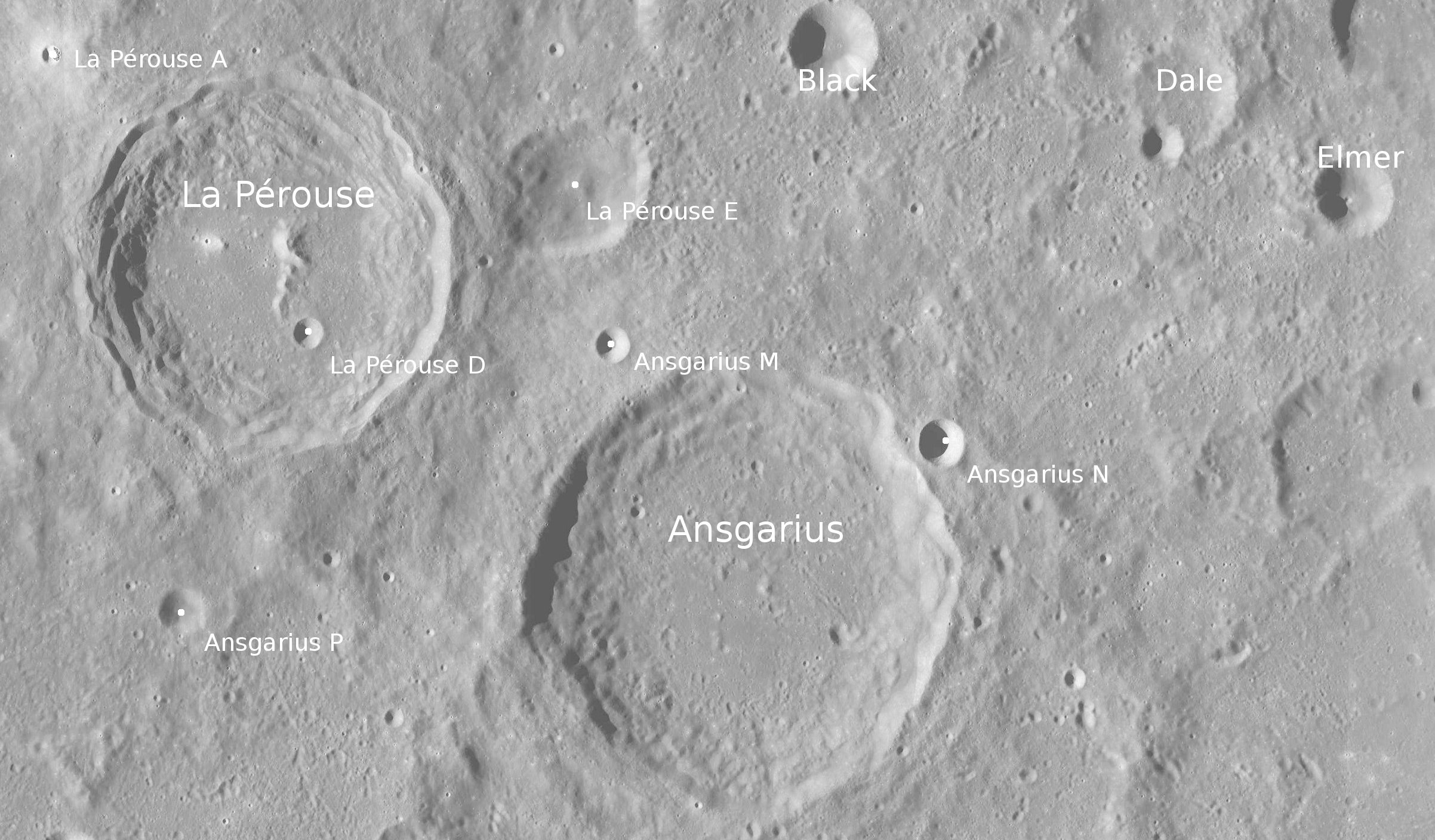
Fotografia de la missió Lunar Reconnaissance Orbiter

És una formació de cràters relativament poc profunda i insignificant, amb una vora exterior una mica erosionada. Un cràter més petit travessa el costat sud-sud-oest de la vora, amb un esglaó al seu interior. La vora és una mica més baixa al nord que en altres llocs, estant l'interior marcat només per alguns petits cràters.